# Elegast

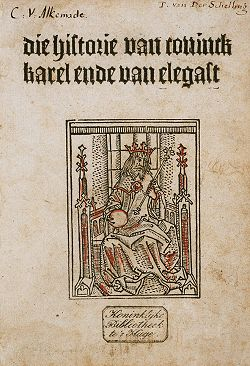
Publicació antiga de Karel ende Van Elegast.

Elegast (esperit elf) és l'heroi i noble lladre del poema Karel ende Elegast, un poema épic medieval neerlandès. En el poema, Elegast possiblement representa el Rei dels Elfs, com un genet sobre un cavall negre, un vassall proscrit de Carlemany que viu en el bosc. El poema original en neerlandès usa el nom Elegast, mentre versions traduïdes del poema usen el nom Elbegast, en alemany i anglès, o Alegast, en la balada escandinava.

## Karel ende Elegast
Karel ende Elegast és un poema original en neerlandês que es creu que fou escrit a la fi del segle xii, o principis del segle xiii i localitzat en la regió del castell de Carlemany a Ingelheim. És un romanç de cavalleria franc sobre Carlemany ("Karel") que parla d'ell com un rei cristià exemplar que va ser dut a una estranya aventura per a tornar-se un lladre.
Encara que el poema no descrigui tota la història d'Elegast, ell era un vell amic de Carlemany que va caure en desgràcia, i la prohibició per anar al bosc i seu nom denoten que era un elf. Elegast podia fer que les persones dormissin màgicament, obria panys sense claus; i posseïa una herba màgica que, quan se la posava en la boca, li permetia parlar amb els animals. Vivia al bosc, robava als rics i era gentil amb els pobres.
Carlemany té una visió divina que l'orienta a disfressar-se de lladre, i així trobar-se amb Elegast a la nit en el bosc. Elegast no reconeix el rei, a causa de la seva disfressa. Quan Carlemany suggereix robar el castell del rei, Elegast prova la seva lleialtat a Carlemany negant-se a robar al rei. En comptes d'això, Elegast duu Carlemany per a assaltar el castell del cunyat d'aquest, Eggeric van Eggermonde. Ja dintre del castell, Elegast sent per casualitat Eggeric planejant amb la seva esposa, germana del rei, matar a Carlemany. D'aquesta forma, Carlemany descobreix un traidor en la seva cort. L'endemà, quan Eggeric arriba a la cort de Carlemany, el rei mana inspeccionar Eggeric i troba les seves armes. Elegast fa mal a Eggeric que és revelat com un traïdor. Eggeric es mor, i la seva dona és donada en matrimoni a Elegast. La reputació d'Elegast també es restaura a la cort de Carlemany.

## Nom
El nom és compost per dues paraules protogermàniques "Alb" o "elbe" que significa respectivament "elf" i "elfs". La paraula "gast" significa "convidat", "esperit" o "ser" i es troba en l'antic saxó, baix alemany, alt alemany antic, i neerlandès mig
Hi ha un nan cridat Elbegast en els textos de l'Edda.
D'acord amb antigues llegendes alemanyes, Elbegast era un nan que podia robar ous de baix dels ocells. En les llegendes i folklore del nord d'Europa, Elbegast era cridat com a rei tant dels elfs com dels nans.
Alguns estudiosos suggereixen que Elegast és el personatge Alberich, quin nom també significa "rei dels elfs". Alberich era un bruixot de épics merovíngis del segle V al segle viii.

## Context
Aquest poema és original al referir-se a Carlemany (el Rei "Cristià") sent amic d'un personatge que podria ser un símbol d'un elf o un nan del bosc, com també per Carlemany intentant robar per inspiració divina. En aquesta amistat, el poema combina llegendes franques de Carlemany amb mitologia nòrdica. El poema també és original per Elegast, un heroi neerlandès, per bé que en la majoria dels altres poemes de l'època els francs són herois. Elegast és possiblement un símbol del mite d'un elf o antic heroi popular del poble neerlandès de l'era precristiana. En la mitologia precristiana, el bosc era un local sagrat i religiós per a viure.

Històricament, el poema épic pot tractar sobre una insurrecció reial contra Carlemany que va ocórrer al voltant de 785, com l'esdeveniment següent que va ser observat en 1240 per Albericus Triumfontium:
"Un perillós pla va ser tramat pels austríacs contra Carlemany, del qual Hardericus va ser l'instigador. Amb el descobriment de la trama, molts van ser desmembrats i molts van ser banidos. [ ... ] I, com es diu en una cançó, a fi de descobrir aquesta conspiració, Carlemany, incitat per un àngel, va sortir a la nit com un lladre."
D'acord amb la llegenda, Ingelheim "Llar dels Àngels") va ser nomenat en homenatge a l'àngel que Carlemany va trobar en una visió.

## Adaptacions
Adaptacions i traduccions:
- Neerlandês: Karel ende Elegast (modern: Karel en Elegast)
- Escandinau: Alegast Pretengui (Balada d'Alegast)
- Mig Danès: Krønike per Karl Magnus
- Norueg: Karlamagnús saga
- Anglès: Ingelheim: Charlemagne the Robber de Lewis Spencer.
- Épic francès: Chanson de Basin (un manuscrit perdut), Vie de Charlemagne
- Alemany: Karlmeinet[6]